# Emile Colling
Emile (Émile) Colling (* 12. April 1899 in Clerf; † 16. September 1981 in Bofferdingen, Lorentzweiler) war ein luxemburgischer Politiker der Chrëschtlech Sozial Vollekspartei (CSV).

## Leben
Emile Colling absolvierte ein Studium der Medizin an der Universität Straßburg, Universität Nancy, Albert-Ludwigs-Universität Freiburg sowie der Universität zu Köln und ließ sich nach dem Abschluss des Studiums sowie der Promotion zum Doktor der Medizin 1925 als Arzt in Esch an der Alzette nieder. 1945 wurde er Direktor des Amtes für Volksgesundheit und Direktor des Thermalbads Munneref sowie Mitglied der Assemblée consultative. Er engagierte sich als Mitglied des Gemeinderates von Esch an der Alzette auch in der Kommunalpolitik und wurde für die Chrëschtlech Sozial Vollekspartei (CSV) zum Mitglied der Abgeordnetenkammer (Chambre des Députés) gewählt.
Am 29. Juni 1954 wurde Colling in der Regierung Bech-Bodson erstmals in ein Ministeramt berufen und fungierte bis zum 29. März 1958 als Landwirtschaftsminister und Minister für Volksgesundheit (Ministre de l’Agriculture et de la Santé publique). Die Ämter als Landwirtschaftsminister und des Ministers für Volksgesundheit bekleidete er zwischen dem 29. März 1958 und dem 2. März 1959 auch in der Regierung Frieden. In der darauf folgenden Regierung Werner-Schaus I fungierte er als Minister für Arbeit und soziale Sicherheit (Ministre du Travail et de la Sécurité sociale) sowie weiterhin als Minister für Volksgesundheit (Ministre de la Santé publique). Danach war er in der Regierung Werner-Cravatte zwischen dem 15. Juli 1964 und dem 3. Januar 1967 Minister für Landwirtschaft und Weinbau	(Ministre de l’Agriculture et de la Viticulture) sowie ferner Minister für Familien, Bevölkerung und soziale Solidarität (Ministre de la Famille, de la Population et de la Solidarité sociale).
Nach seinem Ausscheiden aus der Regierung war Emile Colling von 1968 bis 1974 Botschafter beim Heiligen Stuhl. Ihm zu Ehren wurde die Rue Dr. Emile Colling in Esch an der Alzette benannt, an der sich das Stade Émile Mayrisch des Fußballvereins CS Fola Esch befindet. Sein Sohn François Colling war zwischen 1979 und 1996 ebenfalls Mitglied der Chamber sowie von 1996 bis 2006 Mitglied des Europäischen Rechnungshofes.

## Hintergrundliteratur
- De Fuuss am Krich. Eng lëschteg Reimerei iwwer eng eescht Geschicht, 1978
- Den Dokter vun der Grenz. E Stéck Escher Chronik vum Emil Colling, 1899–1981, 2005,  ISBN 2-9599671-0-0